# Капила-пурана
Капила-пурана (санскрит: कपिल पुराण, kapila purāṇa) — одна из упа-пуран. Приблизительное датируется XI-м веком н. э. Главным рассказчиком пураны является риши Капила, который услышал её от Бхарадваджи. В этой пуране описывается величие и слава царства Уткалы, прибрежные районы Ориссы и находящиеся там священные места, посвящённые Вишну, Дурге, Сурье, Шиве. Часть текста посвящена джняна-йоге.